# Krakatau (Schiff)
Die Krakatau war ein Minenleger der niederländischen Marine, der Anfang der 1920er Jahre gebaut wurde und sich 1942 im Rahmen des Pazifikkrieges selbst versenkte.

## Geschichte

### Bau
Die spätere Krakatau, benannt nach der gleichnamigen Vulkaninsel, wurde im Februar 1923 auf der Werft „Marine Etablissement te Soerabaja“ in Soerabaja (Niederländisch-Indien) auf Kiel gelegt. Der Stapellauf erfolgte am 2. Februar 1924 und die Indienststellung am 11. Dezember 1924.

### Einsatzgeschichte

#### Dienstzeit von 1924 bis 1941
Nach der Indienstnahme führte die Krakatau vor allem Manöver- und Hilfsmissionen durch. Dabei schleppte das Schiff unter anderem am 27./28. Juli 1930 den niederländischen Leichten Kreuzer Sumatra, der während eines Geschwindigkeitstests durch ein Feuer im Maschinenraum erheblich beschädigt worden war, nach Surabaya.
Am 11. Oktober 1933 kenterte die Krakatau während eines Wendemanövers im Osthafen von Surabaya und sank mit der Steuerbordseite auf Grund. Opfer unter der Besatzung gab es keine, aber der Minenleger wurde, da der Unfall auf die Topplastigkeit des Schiffes zurückgeführt werden konnte, nach der Bergung im Dezember 1933 vorübergehend außer Dienst gestellt und bis zum 4. September 1934 in Surabaya repariert. In den Folgejahren absolvierte die Krakatau einen ereignislosen Manöver- und Kolonialdienst.

#### Einsatz im Zweiten Weltkrieg und Versenkung
Nach dem japanischen Überfall auf Pearl Harbor und dem Ausbruch des Pazifikkrieges im Dezember 1941, verlegte die Krakatau am 15. Dezember 1941, gemeinsam mit zwei weiteren Minenlegern, eine Defensivminensperre nahe der Insel Madura. Obgleich die japanische Kriegserklärung an die Niederlande erst am 11. Januar 1942 erfolgte, wurde der Minenleger ab dem 8. Januar 1942 den alliierten ABDA-Streitkräften zugeordnet. Hierbei diente das Schiff während der Seeschlacht in der Straße von Badung als Tender für die in diesem Gefecht eingesetzten alliierten Schnellboote.
Nach den alliierten Niederlagen in den Seeschlachten in der Javasee und in der Sundastraße und der damit einhergehenden Zerschlagung der ABDA-Seestreitkräfte, wurde die Krakatau am 8. März 1942, nur einen Tag später kapitulierten die niederländischen Truppen in Niederländisch-Indien, von der eigenen Besatzung nahe Batuporon und nahe der Küste selbst versenkt, um das Schiff nicht in japanische Hände fallen zu lassen.

## Technische Details
Die Krakatau war maximal 67,25 m lang und 10,51 m breit. Der Tiefgang bei voller Beladung lag bei 3,25 m. Zwei kohlenbefeuerte Wasserrohrkessel und eine vertikal eingebaute Verbunddampfmaschine ermöglichtem dem Schiff eine Höchstgeschwindigkeit von 15,50 kn (knapp 29 km/h). Die Bewaffnung bestand aus zwei von Krupp gelieferten 7,5-cm-Kanonen L/40 und vier 12,7-mm-Maschinengewehren zur Flugabwehr. Das Schiff verfügte über ein durchgehendes Deck zur Aufnahme von bis zu 150 Seeminen, welche über zwei Minenlegeschienen über das Heck geworfen werden konnten.
Die Seetüchtigkeit der Krakatau war vergleichsweise schlecht, so galt das Schiff als topplastig, vor allem bei voller Minenbeladung, und neigte zur Luvgierigkeit. Diese Mängel konnten während der gesamten Dienstzeit nicht behoben werden und beschränkten den Einsatz des Schiffes auf die Küstengewässer der indonesischen Inselwelt.